# Eljegesedés

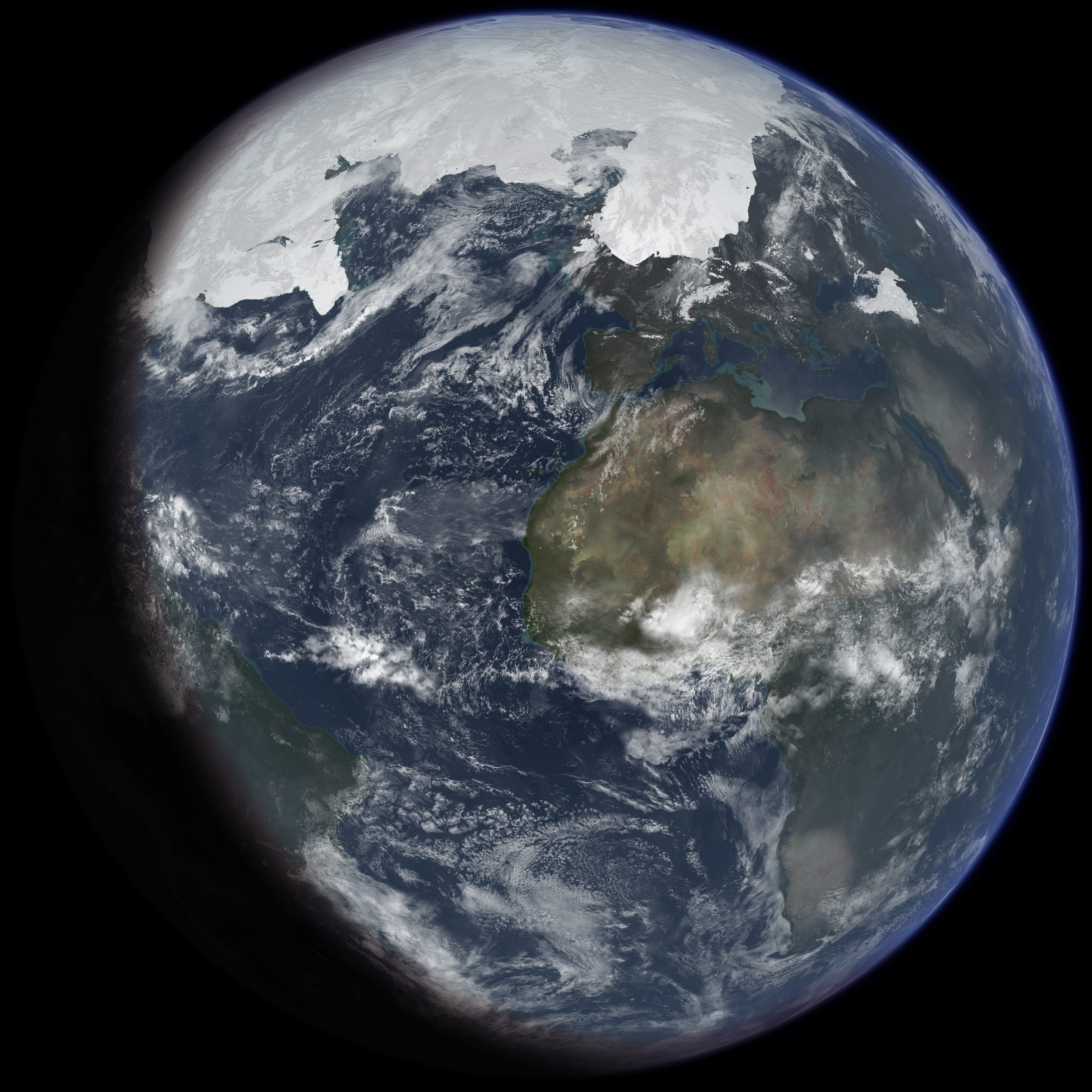
Eljegesedés (illusztráció)

Az eljegesedés hosszútávú éghajlati változás, amely alatt a Föld átlaghőmérséklete jelentősen csökken, ennek következtében sarki és kontinentális jégtakaró alakul ki. Geológiai meghatározás szerint olyan időszak, amikor a Földön állandó sarki jégtakaró van jelen.
Az eljegesedések alatt megfigyelhetők hidegebb és melegebb korszakok, ezek a glaciálisok és az interglaciálisok. Magára az eljegesedésre és a glaciális korszakra is használják a jégkorszak kifejezést.
A földtörténet során legnagyobbrészt nem volt jelen sarki jégtakaró a Földön. Ezt az állapotot csak néhány jellegzetes eljegesedési időszak törte meg. A jelenleg is fennálló eljegesedés a kainozoikumi eljegesedés, melynek interglaciális szakaszában vagyunk.

## Eljegesedések a földtörténet során
| Elnevezés                     | Időtartam              | Eon           | Idő                | időszak                   |
| ----------------------------- | ---------------------- | ------------- | ------------------ | ------------------------- |
| Huroni eljegesedés            | 2,4–2,1 Ga             | proterozoikum | paleoproterozoikum | siderium, rhyacium        |
| Sturti eljegesedés            | 735–700 Ma             | proterozoikum | neoproterozoikum   | kriogén                   |
| Marinói eljegesedés           | 660–635 Ma             | proterozoikum | neoproterozoikum   | kriogén                   |
| Gaskiers-eljegesedés          | 582-580 Ma             | proterozoikum | neoproterozoikum   | ediakara                  |
| Ordovícium-szilur eljegesedés | 450–420 Ma             | fanerozoikum  | paleozoikum        | ordovícium, szilur        |
| Karbon-perm eljegesedés       | 360–260 Ma             | fanerozoikum  | paleozoikum        | karbon, perm              |
| Kainozoikumi eljegesedés      | 33,5 Ma - (ma is tart) | fanerozoikum  | kainozoikum        | paleogén, neogén, kvarter |